# Non resisto
Non resisto è un brano musicale di Irene Grandi pubblicato nel 2005 come secondo singolo dall'album Indelebile.